# لحمة متوسطة للجنبة الحشوية
في تشريح الجنين، يشير مصطلح اللحمة المتوسطة للجنبة الجسدية والحشوية إلى بنية تتكون أثناء التخلق المضغي عندما ينقسم الأديم المتوسط الوحشي إلى طبقتين. تلتصق الطبقة الداخلية (أو الحشوية) بالأديم الباطن، وتشكل معه الجنبة الحشوية.